# ظرف بريد ذو نافذة

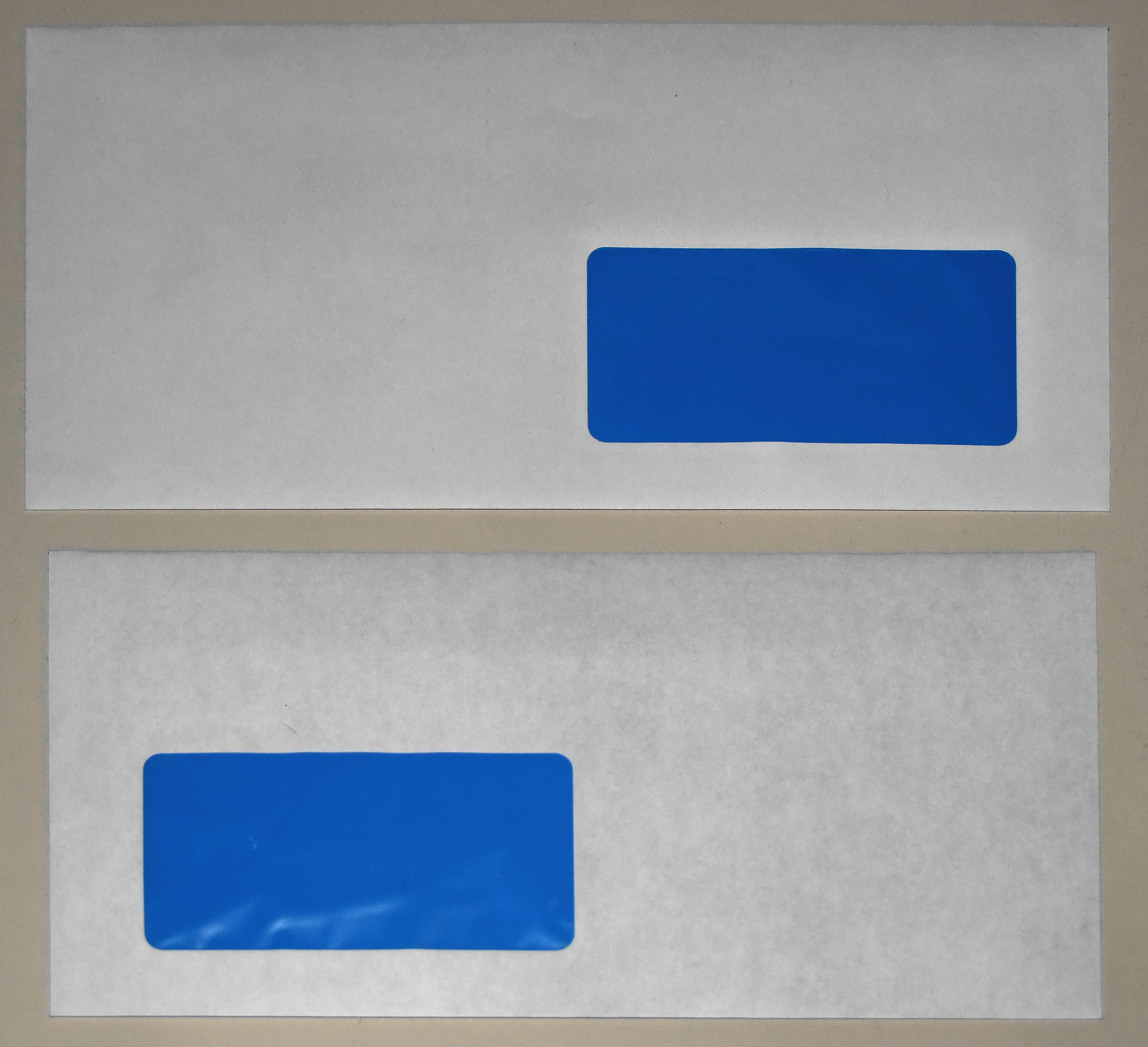
ظرف بريد فيهِ نافذة شفافة ملونة- تستعمل إنجلترا النوع السفلي

ظرف بريدي ذو النافذة أو الظرف البريدي ذو الواجهة الشفافة. هو مغلف تقليدي بهِ نافذة شفافة (عادةً ما تكون من مادة PET أو BOPS ثنائية الاتجاه من البوليسترين) للسماح بطباعة عنوان المستلم على الورق الموجود بداخل الطرد أو الظرف.

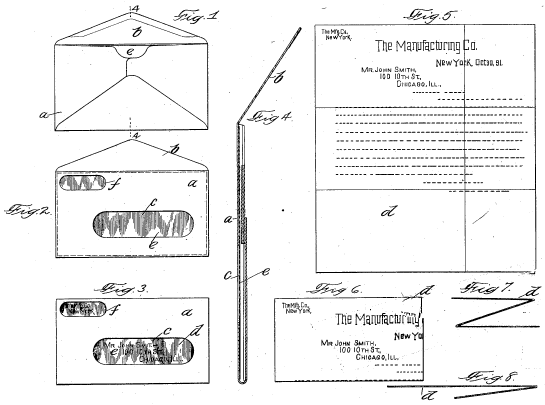
براءة اختراع أمريكية رقم 701,839 لصناعة مظروف بريدي ذو نافذة

## التاريخ

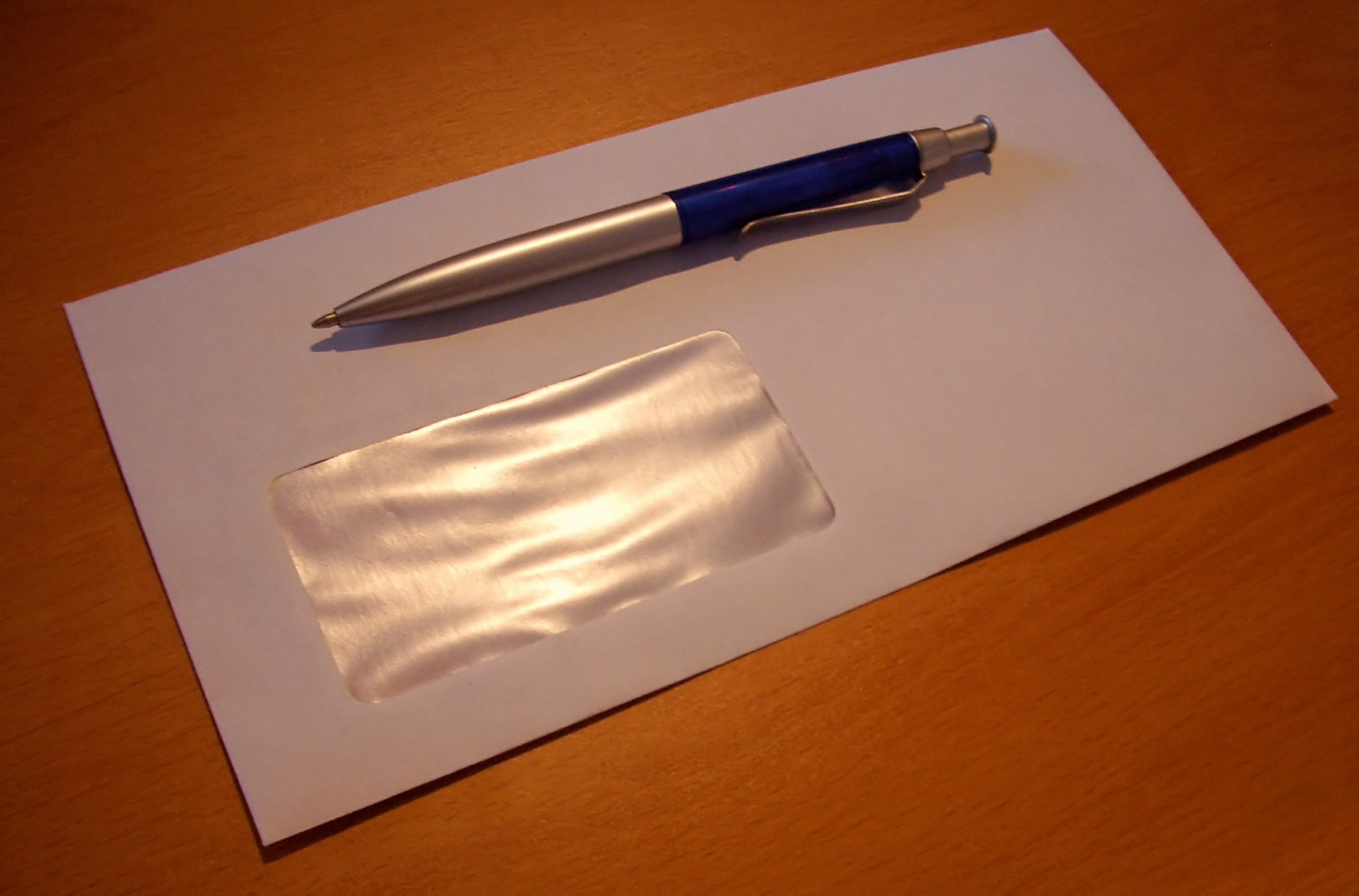
ظرف بهِ مساحة واضحة شفافة لإضافة اسم المستلم وعنوانه

حصل أميريكوس ف. كالاهان، من شيكاغو، إلينوي، بالولايات المتحدة الأمريكية، على أول براءة اختراع لمغلف ذي نافذة في 10 يونيو 1902. سُمي في الأصل "مغلف التوقعات"، وكانت براءة الاختراع تتوقع في البداية استخدام ورق أرز رقيق كمادة شفافة تُشكل النافذة. سرعان ما استُبدلت هذه المادة بالزجاج، وبحلول نهاية القرن العشرين، استُبدلت بمادة البلاستيك الشفاف؛ بعض الاستخدامات تخلو من الغشاء تمامًا، تاركةً فتحةً مفتوحة. لقد ظل التصميم دون تغيير تقريبًا.
اكتمل التصميم مع خطاب براءة الاختراع في 15 نوفمبر 1901، وقدمت براءة الاختراع في 9 ديسمبر 1901. رقم براءة الاختراع الأمريكية لتصميم كالاهان هو 701,839.

مخطط يبين القياس الأمثل لموقع النافذة في واجهة الظرف البريدي

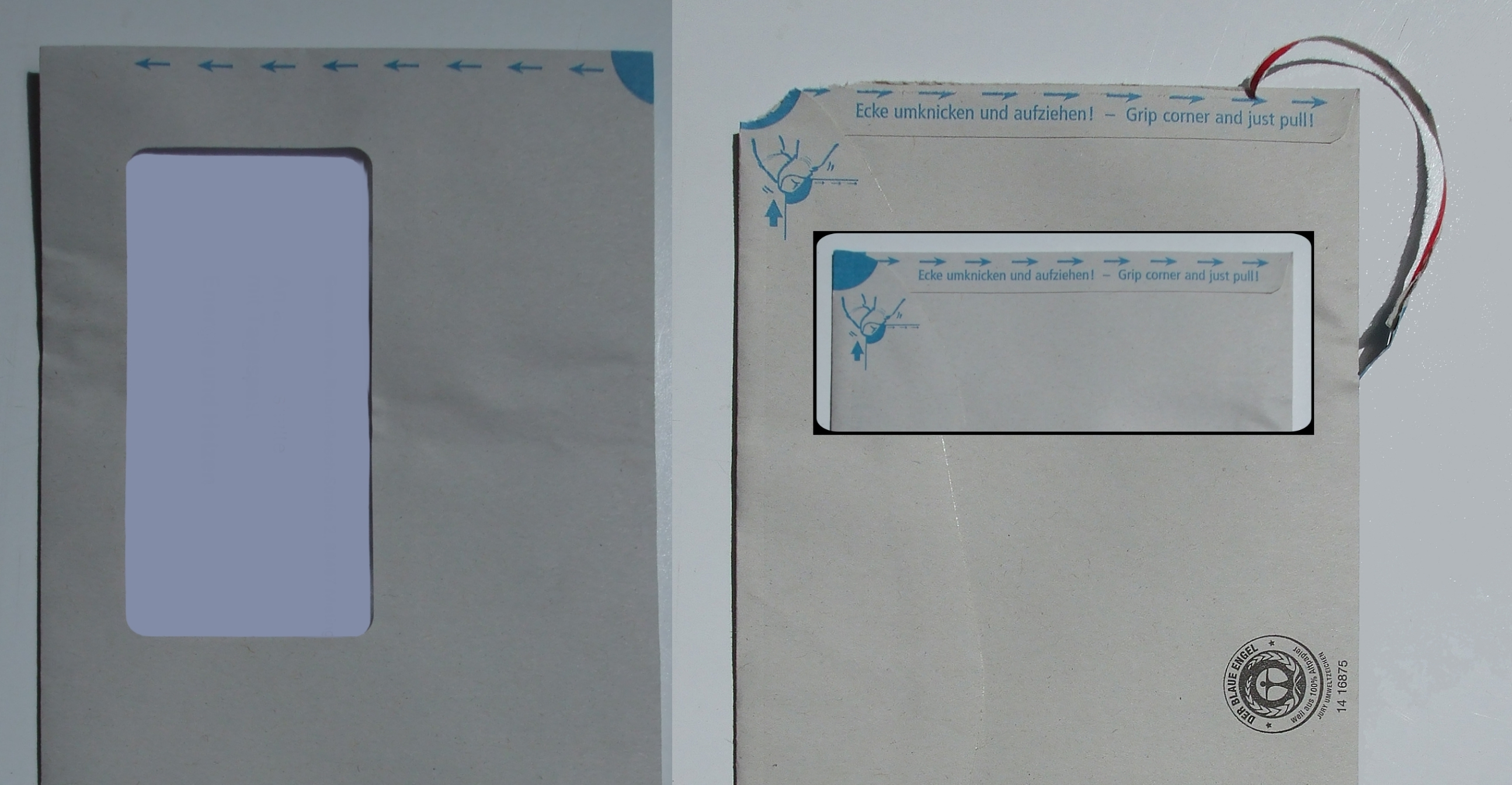
أنواع مختلفة من الطرود البريدية من حيث موقع النافذة على واجهة الظرف البريدي

أوصى كالاهان على وجه التحديد باستخدام ورق مانيلا، الذي يعد أرخص بكثير من ورق الكتابة السميك ويقدم أيضًا خلفية غير شفافة لتغطية الرسالة بأمان. كما أوصى كالاهان باستخدام الورق الأسود، الذي سيوفر أيضًا خلفية غير شفافة بينما يزيد في الوقت نفسه من التباين مع صناديق العنوان البيضاء.